# John Bill Ricketts
John Bill Ricketts (1769–1802) fue un jinete y empresario circense inglés.

## Trayectoria
Fue alumno de Philip Astley, el creador del circo moderno. Viajó a Estados Unidos, donde fue el primero en introducir el espectáculo circense recién nacido en Europa. Recaló en Filadelfia, donde reproducía el tipo de actuaciones que hacía Astley en Londres, en su denominado Ricketts Circus.
Posteriormente se desplazó a Nueva York, donde creó su propio circo en 1793, en un anfiteatro al aire libre con capacidad para ochocientos espectadores. Pese a contar con solo diez artistas, cosechó un gran éxito y contó entre su público con George Washington. En 1795 abrió otro circo en Boston, esta vez cubierto y con capacidad para 1 300 personas, al que siguieron varios más por toda la costa este. 
En 1797 construyó otro circo en Montreal, en Canadá y, al año siguiente, otro en Quebec. Pero pronto encontró competencia, ya que en 1796 recaló en el país el jinete sueco Philip Lailson, quien creó un nuevo circo. Poco después, Ricketts sufrió varios incendios en sus circos —en esa época muy habituales— y, desanimado, viajó al Caribe, pero fue capturado por unos piratas. Una vez liberado, decidió volver a Inglaterra, pero murió en un naufragio en el viaje de vuelta, con solo treinta y tres años.

## Premios y reconocimientos
En 1961 fue admitido en el International Circus Hall of Fame, galardón que desde 1958 reconoce a los más importantes artistas de circo, músicos, promotores, periodistas y dueños de espectáculos circenses del mundo. Los nominados son analizados y escogidos por un jurado, el ganador se anuncia y celebra durante la semana del circo, en el mes de julio en el Peru Circus Winter Quarters, ubicado en Indiana.